# Јустина Стечковска
Јустина Марија Стечковска (пољ. Justyna Maria Steczkowska; Жешов, 2. август 1972) пољска је певачица, текстописац, фотограф и глумица. Представљала је Пољску на Песми Евровизије 1995. године и 2025. године.

## Биографија
Рођена је у Жешову, као четврто од деветоро деце Дануте и Станислава Стечковског, музичког наставника и диригента. Њен отац је потицао из породице Горала, а породица њене мајке је била татарског порекла.

Похађала је Државну музичку школу Игнација Јана Падеревског. Године 1991. завршила је средњу музичку школу, а потом се преселила у Гдањск да студира Музичку академију, али је напустила школу да би се фокусирала на певање. Свирала је виолину у породичном бенду и била је певачица у рок и џез бендовима пре него што је започела соло каријеру. Године 1994. Стечковска је учествовала на аудицијама за телевизијски шоу талената. Постала је позната у јуну 1994. године када је победила на такмичењу. Стечковска је изабрана да представља Пољску на Песми Евровизије 1995. године. Након победе у финалу Фестивала песама балтичких земаља у јулу 1995. године, Стечковска је почела са припремама за свој први албум.
Дана 29. децембра 2023. године, Стечковска је објавила сингл „Witch Taroharo“, песму коју је изабрала да изведе на националном избору Пољске за Песму Евровизије 2024. године. Завршила је друга. Следеће године је победила на националном финалу пољског националног финала за Песму Евровизије 2025. са песмом „Gaja“. Стечковска је поново представљала Пољску после тачно три деценије. Стечковскина пауза од 30 година између њена два учешћа обара претходни рекорд од 24 године који је поставила Ана Виси између њених наступа за Кипар 1982. године и за Грчку 2006. године.
Поред музичких подухвата, глумила је у филмовима „Billboard“ и „Na koniec świata“. Такође је била другопласирана у шестој сезони пољске верзије емисије „Плес са звездама“ 2007. године, била је суводитељка пољске верзије емисије „Плес на леду“ 2008. године, била је жири у емисији „Глас Пољске“ у сезонама 2, 4–5 и 12–14, где су два њена такмичара победила на такмичењу, и била је судија у пољској верзији емисије „Твоје лице звучи познато“ од 2024. године. Стечковска је позната по свом вокалном распону од четири октаве.

## Дискографија

### Албуми
- Dziewczyna Szamana (1996)
- Naga (1997)
- Na koniec świata (1999)
- Dzień i noc (2000)
- Mów do mnie jeszcze (2001)
- Alkimja (2002)
- Femme Fatale (2004)
- Daj mi chwilę (2007)
- Puchowe Kołysanki (2008)
- To mój czas (2009)
- Mezalianse (2011)
- XV (2012)
- Puchowe Kołysanki 2 (2013)
- Anima (2014)
- I na co mi to było? (2015)
- Maria Magdalena. All Is One (2019)
- Szamanka (2022)
- Steczkowska Demarczyk (2023)
- WITCH TAROHORO (2024)